# Tropiocolotes steudneri
Il geco nano del Nordafrica (Tropiocolotes steudneri Peters, 1869) è un minuscolo sauro della famiglia Gekkonidae (gechi).

## Descrizione
Geco di piccolissima taglia, gli adulti arrivano fino a 5–6 cm di lunghezza compresa la coda. Al contrario della maggior parte delle specie di gechi, i T.steudneri sono privi di lamelle subdigitali e si arrampicano quindi solo su materiali che gli consentano una presa sufficiente. La sua colorazione varia dal giallo al marrone.

## Biologia
Principalmente è attivo di notte o durante il crepuscolo; insettivoro e di abitudini terricole ma comunque in grado di arrampicarsi.

## Riproduzione
Depone circa 4 volte da giugno a settembre, un solo uovo per volta, relativamente grande per le dimensioni dell'animale.

## Distribuzione
È una specie endemica della costa mediterranea del Nordafrica, in particolare Algeria, Libia, Egitto.

## Sottospecie
La specie è monotipica. Non sembrano essere classificate sottospecie.